# Hiéroglyphe égyptien M13
Pour les articles homonymes, voir Papyrus.
La tige de papyrus ou ouadj, en hiéroglyphes égyptien, est classifiée dans la section M « Arbres et plantes » de la liste de Gardiner ; cet hiéroglyphe y est noté M13.

## Représentation
Il représente une tige de papyrus (Cyperus papyrus) ou une colonne papyriforme. Il est translittéré wȝḏ ou w(ȝ)ḏ.

## Utilisation

### Linguistique
| wA | M13 | Z1 |

| wA | M13 | Z1 |

| M13 | I10 · Y1 |

| M13 | I10 · Y1 |

énergique, chanceux, heureux, faire verdir, reverdir, faire fleurir ».
| V24 |

| V24 |

### Symbolique
Ouadj (« la verdeur ») est aussi le sceptre des déesses. Il a la forme d'une tige de papyrus et symbolise le pouvoir et l'éternelle jeunesse.

## Exemples de mots
| M13 | D · G36 | N35B | N36 |

| M13 | D · G36 | N35B | N36 |

| M13 | H | A18 | {A274 |

| M13 | H | A18 | {A274 |

| s | M13 | I10 · Y1 |

| s | M13 | I10 · Y1 |